# Onnaing
Onnaing is een gemeente in het Franse Noorderdepartement (Frans: département du Nord) in de regio Hauts-de-France. 
Tot 22 maart 2015 maakte de gemeente deel uit van het kanton Valenciennes-Est. Toen de kantons van Valenciennes werden opgeheven werd Onnaing overgeheveld naar het kanton Anzin. De gemeente en het kanton maken deel uit van het arrondissement Valenciennes. Onnaing telde op 1 januari 2022 8.567 inwoners.

## Geschiedenis
Onnaing behoorde tot de Oostenrijkse en daarna de Spaanse Nederlanden, om in 1678 definitief Frans te worden.

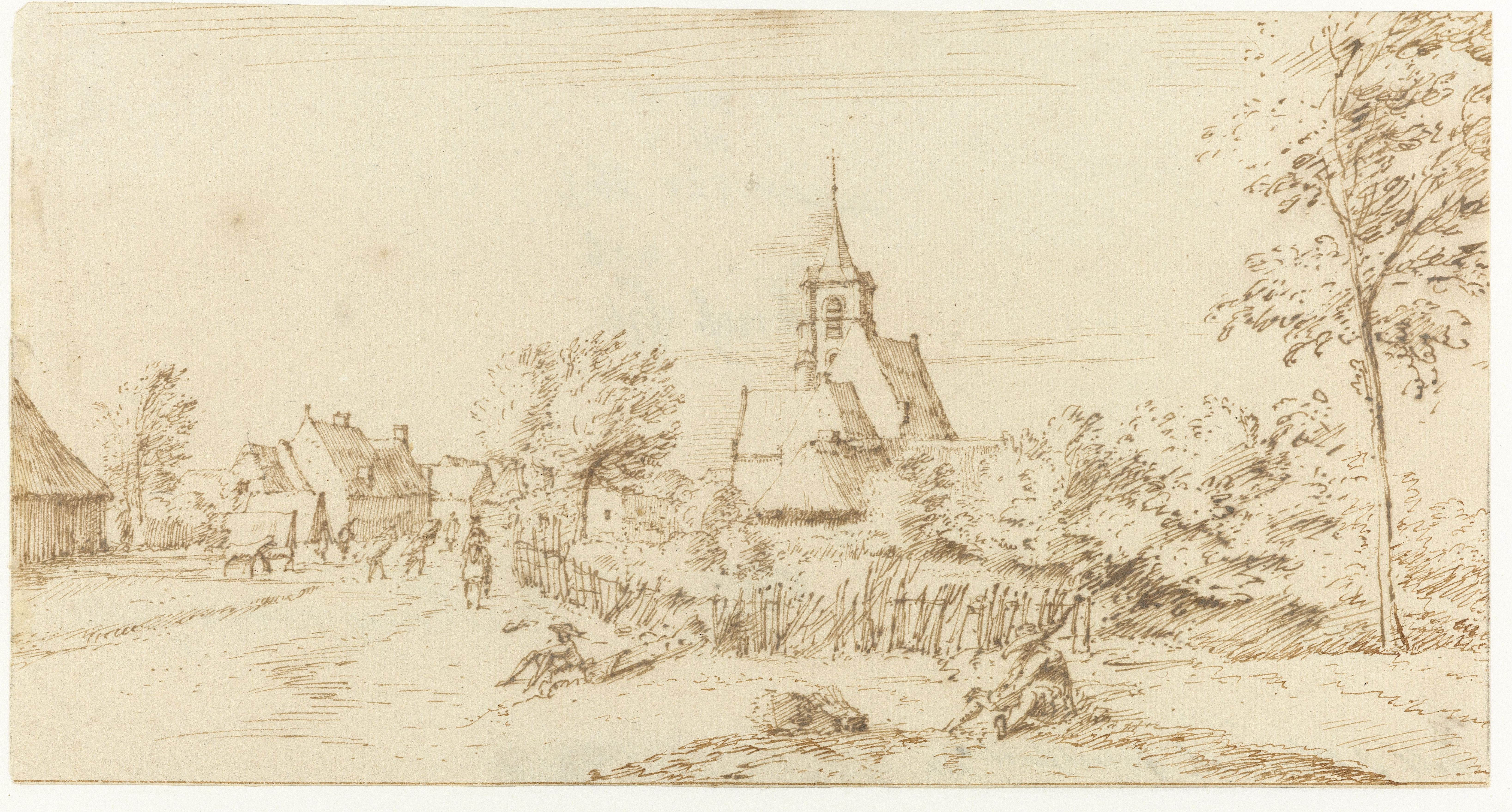
Onnaing in 1676

De plaats bleef agrarisch, tot het eind van de 18de eeuw. Toen werd hier koffiecichorei geplant en werd de droogprocedure van cichoreiwortels ontwikkeld. Veel boerderijen in de omgeving werden met een ast uitgerust en cichoreifabrieken werden opgericht.
In de streek werd steenkool ontgonnen en op het eind van de 19de eeuw opende de Compagnie des Mines d'Anzin ook in Onnaing een mijnput, de zogenaamde Fosse Cuvinot. De ontginning stopte eind 1967. Het dorp breidde zich in die periode noordwaarts uit met de bouw van verschillende mijnwerkerscités, waarop het eind van de jaren 40 ook een eigen kerk werk opgetrokken.

## Geografie
De oppervlakte van Onnaing bedroeg op 1 januari 2022 12,97 vierkante kilometer; de bevolkingsdichtheid was toen 660,5 inwoners per km².

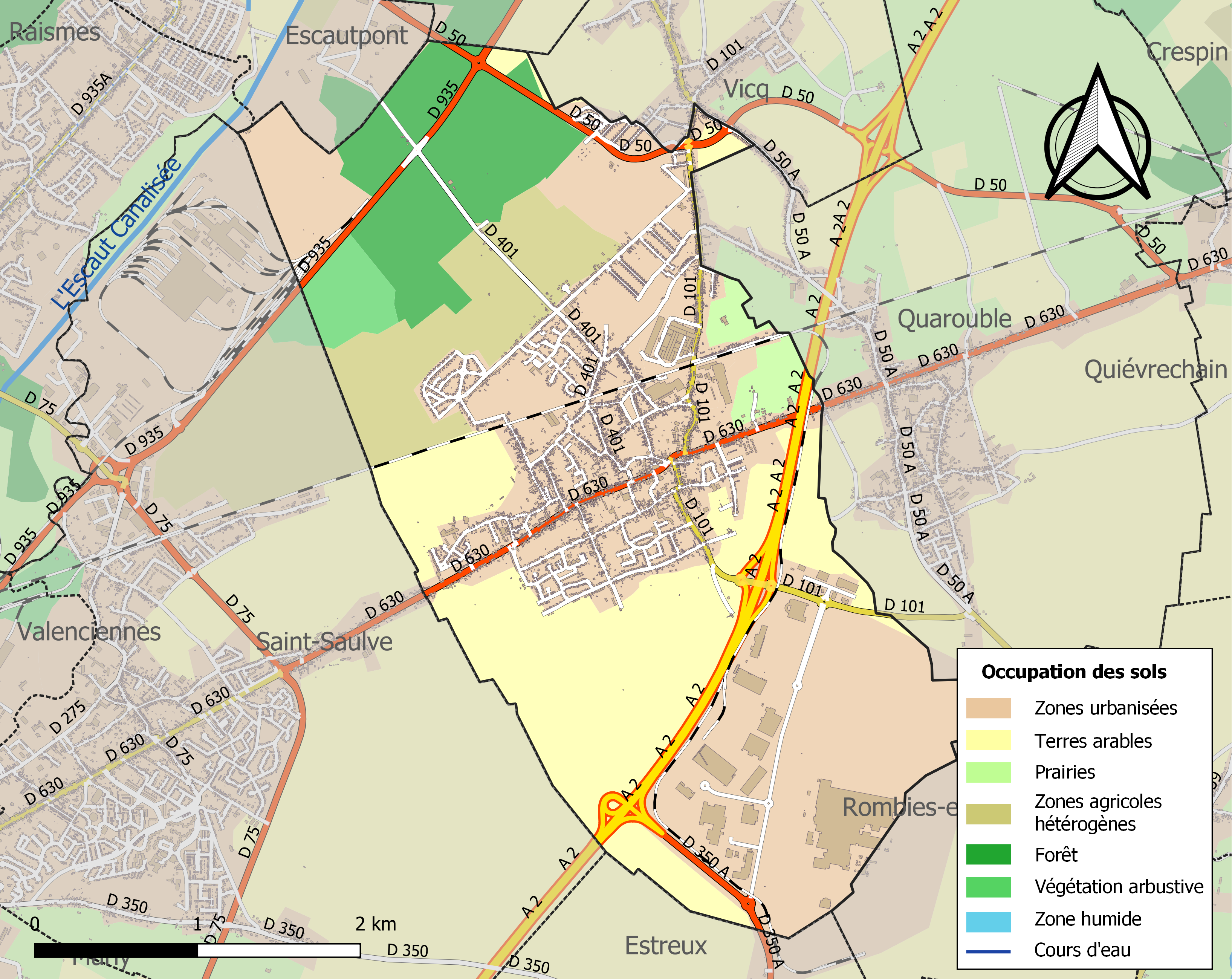
Kaart van de gemeente met belangrijkste infrastructuur, bodemgebruik en omliggende gemeenten

## Bezienswaardigheden
- De Onze-Lieve-Vrouw-van-Genadekerk (Église Notre-Dame de Grâce) heeft een 14e-eeuws koor en een 16e-eeuwse toren. In de 19e eeuw werd de kerk vergroot. De kerk is gebouwd in zandsteen.
- De Sint-Maria Gorettikerk (Église Sainte-Maria-Goretti), in 1952 ingewijd in mijnwerkersgehucht Cuvinot waar zich ook de Fosse Cuvinot bevond die in bedrijf was van 1893-1968. De kerk is opgebouwd uit houten industriële hangars, terwijl de metalen klokkentoren aan een schachtbok doet denken. In 2012 werd de kerk onttrokken aan de eredienst.
- Op de begraafplaats van Onnaing bevinden zich 10 Britse oorlogsgraven uit de Eerste Wereldoorlog.

## Natuur en landschap
De hoogte aan de kerk bedraagt 31 meter.

## Demografie
Onderstaande figuur toont het verloop van het inwonertal (bron: INSEE-tellingen).

## Verkeer en vervoer
Onnaing ligt langs de oude steenweg van Valenciennes naar Bergen. Door de gemeente loopt de autosnelweg A2/E19, die er twee op- en afritten heeft.

## Nabijgelegen kernen
Quarouble, Fresnes-sur-Escaut, Escautpont, Saint-Saulve, Estreux